# Andrew Litton
Andrew Litton (* 16. Mai 1959 in New York City;) ist ein US-amerikanischer Orchester-Dirigent. Litton, ein Absolvent der Fieldston School studierte nach seinem Abschluss an der Juilliard School, einem Musikkonservatorium und einer Schauspielschule und beendete sein Studium mit zwei Master Graden in Musik. 2003 wurde er von der Yale University mit der Sanford Medaille geehrt.

## Künstlerisches und berufliches Wirken
Litton begann seine Karriere 1988 als Orchesterleiter am Bournemouth Symphony Orchestra als Chefdirigent. 1994 beendete er diese Tätigkeit zugunsten eines Angebots des Dallas Symphony Orchestras als Musikdirektor, verfügt aber über den Titel eines Ehrendirigenten des Bournemouth Symphony Orchestras, wegen seiner Verdienste, die er sich während seiner sechsjährigen Tätigkeit in Poole, dem heutigen Standort des Orchesters, erworben hat. Die Position des Musikdirektors in Dallas bekleidete er 12 Jahre von 1994 bis 2006. Nach seinem Ausscheiden verlieh ihm das Dallas Symphony Orchestra den Titel eines emerertierten Musikdirektors des Orchesters. 2003, noch während seiner Tätigkeit in Dallas, wurde ihm die künstlerische Leitung der Sommerfest Konzerte des Minnesota Orchestras, die im Juni 2008 bis 2011 verlängert worden ist. Ebenfalls 2003 übernahm er auch die Leitung des Philharmonischen Orchesters Bergen in Norwegen als Musikdirektor und Chefdirigent. Diese Position wurde vertraglich im Juni 2008 bis 2011 und im März 2011 noch einmal bis 2015 verlängert. Er beendete seine Amtszeit in Bergen 2015 und auch dort wurde er nach seinem Ausscheiden mit dem Titel des Ehrendirigenten des Orchesters ausgezeichnet. Im Juni 2012 akzeptierte er das Angebot ab 1. September desselben Jahres bis 2015 als künstlerischer Berater des Colorado Symphony Orchestras tätig zu werden aber schon im August 2013 wurde Litton mit sofortiger Wirkung zum Musikdirektor des Orchesters bestellt. Im Dezember 2014 vereinbarten das New York City Ballet, dass Litton ab September 2015 dort die Stelle des Musikdirektors übernehmen würde. Mit selben Datum schied Litton aus seiner Tätigkeit als Musikdirektor des Colorado Symphony Orchestras aus, blieb aber dem Orchester als musikalischer Berater und erster Gast-Chefdirigent bis zunächst 2018 erhalten.
Das Repertoire seiner Einspielungen auf Tonträger umfasst das Chorwerk William Waltons Belshazzar's Feast mit Bryn Terfel und dem Bournemouth Symphony Orchestra, mit dem er einen Grammy gewonnen hatte, die Klavierkonzerte Rachmaninows mit dem Pianisten Stephen Hough und eine Live-Aufnahme des Musicals Sweeney Todd mit der New York Philharmonic, das ihm eine Grammy-Nominierung einbrachte. Zu seinen weiteren Aufnahmen gehören eine CD-Box mit dem Lebenswerk Waltons auf Decca, die kompletten Symphonien Tschaikowskis mit dem Bournemouth Symphony Orchestra sowie die kompletten Symphonien Rachmaninows mit dem Royal Philharmonic Orchestra und Sergei Prokofjews Romeo und Julia mit dem Bergen Philharmonic Orchestra und vielen Gershwin-Aufnahmen entweder als Dirigent oder Pianist mit der Dallas Symphony, dem Bournemouth Symphony Orchestra und dem Royal Philharmonic Orchestra.